# Epirubicin
Epirubicin là một loại thuốc anthracycline được sử dụng cho hóa trị. Nó có thể được sử dụng kết hợp với các loại thuốc khác để điều trị ung thư vú ở những bệnh nhân đã phẫu thuật cắt bỏ khối u. Nó được Pfizer bán trên thị trường dưới tên thương mại Ellence ở Mỹ và Pharmorubicin hoặc Epirubicin Ebewe ở nơi khác.
Tương tự như các anthracycline khác, epirubicin hoạt động bằng cách xen kẽ các chuỗi DNA. Sự xen kẽ dẫn đến sự hình thành phức tạp ức chế tổng hợp DNA và RNA. Nó cũng kích hoạt sự phân tách DNA bởi topoisomerase II, dẫn đến các cơ chế dẫn đến chết tế bào. Liên kết với màng tế bào và protein huyết tương có thể liên quan đến tác dụng gây độc tế bào của hợp chất. Epirubicin cũng tạo ra các gốc tự do gây tổn thương tế bào và DNA.
Epirubicin được ưa chuộng hơn doxorubicin, anthracycline phổ biến nhất, trong một số chế độ hóa trị vì nó dường như gây ra ít tác dụng phụ hơn. Epirubicin có định hướng không gian khác nhau của nhóm hydroxyl ở mức 4 carbon của đường - nó có tính chir ngược - có thể giải thích cho việc loại bỏ nhanh hơn và giảm độc tính. Epirubicin chủ yếu được sử dụng chống ung thư vú và ung thư buồng trứng, ung thư dạ dày, ung thư phổi và u lympho.

## Lịch sử phát triển
Thử nghiệm đầu tiên về epirubicin ở người được công bố vào năm 1980. Upjohn đã được Cơ quan Quản lý Thực phẩm và Dược phẩm Hoa Kỳ (FDA) chấp thuận trong bệnh ung thư vú dương tính vào năm 1984, nhưng đã bị từ chối vì thiếu dữ liệu. Năm 1999, Pharmacia (người sau đó đã sáp nhập với Upjohn) đã nhận được sự chấp thuận của FDA về việc sử dụng epirubicin như một thành phần của liệu pháp bổ trợ ở bệnh nhân dương tính với nốt.
Bảo vệ bằng sáng chế cho epirubicin đã hết hạn vào tháng 8 năm 2007.